# Kormos István

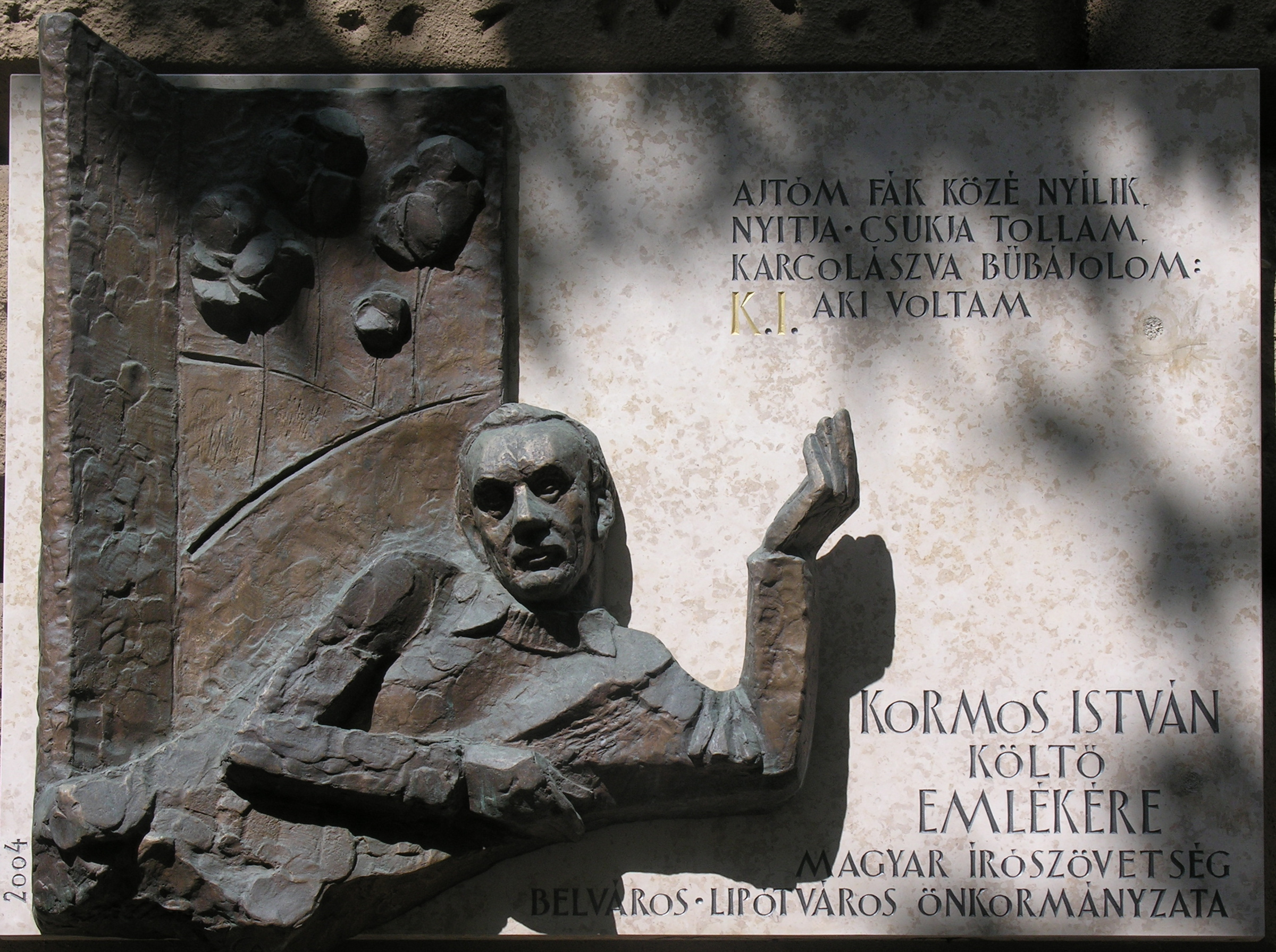
Kormos István emléktáblája egykori lakhelyén, a Báthori utca 8. szám alatt

Kormos István (Mosonszentmiklós, 1923. október 28. – Budapest, 1977. október 6.) kétszeres József Attila-díjas magyar költő, író, műfordító, dramaturg, kiadói szerkesztő. Második felesége Rab Zsuzsa kétszeres József Attila-díjas költő volt.

## Élete
1923. október 28-án született Mosonszentmiklóson, Kops Balázs és Kormos Anna törvényes gyermekeként, tehát Kops István néven. A Kormos családnevet 1944-ben vette fel. Szülei földműves napszámosként dolgoztak a Héderváry-birtokon. Édesanyja 1925 nyarán egy következő szülés szövődményeibe belehalt, akárcsak újabb fia. Az apa ekkor egy másik Kormos-lányt vett feleségül, majd hamarosan a fővárosba költöztek. Istvánt anyja halála után a cselédsorban élő nagyszülők kezdték nevelni. 1928-ban ők is Budapestre költöztek. Rövid ideig Angyalföldön, majd Kispesten, 1935-től az ekkor ugyancsak önálló város Pesterzsébeten éltek. Az apa második házassága megromlott, otthagyta feleségét és második fiát. 1944 nyarán erzsébeti lakásukat porig rombolta egy bomba – hamarosan a Báthory utcában talált lakhatást, így elköltözött szeretett nagyszüleitől. István az elemi népiskolát Győrben kezdte el, 1948–1949-ben a Vörösmarty Gimnáziumban a Dolgozók Gimnáziumában elvégezte az V. és a VI. osztályt, a hetedikből kimaradt. 1939-től dolgozott mint biciklista-kifutó. 1940-1946 között tisztviselő egy gyarmatáru-kereskedésben.
Első feleségét Pallos Klárát (1929–1984) a Dolgozók Gimnáziumában ismerte meg, 1948-ban házasságot kötöttek. 1950-ben megszületett Anna lányuk. A férj „bohém” életmódja miatt 1952-ben elváltak. A második feleség Rab Zsuzsa költő és műfordító (1926–1998). Kötetnyi orosz népköltészeti alkotást fordítottak együtt. Ez a házasság 1956-tól 1964-ig tartott. Nagyrészt a feleség fegyelmezetten munkás életformája elől menekült Kormos 1963 májusában Párizsba. Kamaszkora óta a francia költészetnek is híve volt, s idehaza megismerkedett a kint élő Nagy Cécile műfordítóval – utána ment ki. 1964 januárjában tért haza. Elvált Rab Zsuzsától, majd 1964 augusztusa és 1965 novembere között ismét Párizsban élt, miközben Cécile Amerikában tanított.
Párizs felszabadító hatással volt a költőre, s kiteljesedett ifjúkora óta formálódó műfordítói életműve is (Tu Fu, Chaucer, Burns, Puskin, Max Jacob, Frénaud stb.). Azonban, mint első válása után, ez időben is zaklatott az életformája: nincs rendes lakása, napirendje. 1970-ben kötött harmadik házassága hoz megnyugvást számára. Péter Márta (1940–1991) művészettörténésszel évekig a szülők lakásában élt, 1977 elején kaptak lakást Őrmezőn. Luca lányuk 1973-ban született.
1977. október 6-án este, lakásában halt meg, az infarktus percek alatt végzett vele. A Farkasréti temetőben nyugszik.
2000-től a Digitális Irodalmi Akadémia posztumusz tagja.

## Munkássága
Vallomásai szerint 20 évesen kezdett verset írni. 1943 októberében jelentek meg először versei. A Magyar Út szerkesztőségében megismerkedett Szijgyártó Lászlóval, akihez rendszeresen feljárt magánegyetemi órákra. A háború után dolgozott a Püski Kiadónál. Lektori tevékenységet folytatott a Vallás- és Közoktatásügyi Minisztériumban Művészeti Tanácsának ösztöndíjasaként az Egyetemi Nyomdában, a Szikra Könyvkiadónál, majd 1948-ban az Országos Könyvhivatalban. 1949-1950 között a Magyar Filmgyártó Nemzeti Vállalat dramaturgja, majd 1950-ben a Móra Ferenc Könyvkiadó szerkesztője lett haláláig. Szerkesztette a Kozmosz-sorozatot, amely számos tehetséges költőt indított el a pályán. 1963-1965 között Párizsban élt, a Seuil és Gallimard kiadóknak lektorált. Baráti viszony fűzte Gara Lászlóhoz. Az 1950-es években elhallgatott. 2 évtizeden át csak gyermekversei és műfordításai jelentek meg. Fordította Geoffrey Chaucer, Burns, Puskin, Molière és André Frénaud műveit.
Első könyve, Az égigérő fa (1946) verses meséket tartalmazott, első verseskönyve, a Dülöngélünk 1947-ben jelent meg. Ezután hosszú éveken keresztül csak verses mesék, mindenekelőtt a Vackor-történetek szerzőjeként van jelen az irodalomban, hallgatása mögött politikai és magánéleti okok is meghúzódnak. 1971-ben tért vissza költőként: a Szegény Yorick kötettel. A kevésszavú költőnek még egy könyve készült el: az N. N. bolyongásai (1975). Versei a Népszabadságban, az Élet és Irodalomban jelentek meg. Költészetét a szegénységgel való érzelmi azonosulás és sajátos népi szürrealista hang jellemzi.

## Díjai
- József Attila-díj (1955, 1972)
- Radnóti-díj (1977)

## Művei
- Az égigérő fa (verses mesék, 1946)
- Dülöngélünk (versek, 1947)
- Az erdő (mese, 1951)
- Robert Burns válogatott versei (fordítások, 1952)
- A tréfás mackók (verses mesék, 1954)
- Mese Vackorról, egy pisze kölyökmackóról (1956)
- A repülő kastély (verses mesék, 1957)
- A muzsikás kismalac (verses mesék, 1960)
- Két bors ökröcske (képes mesekönyv, 1960)
- Vackor világot lát (1961)
- Szegény Yorick (versek, 1971)
- Bohóc rókák és egyéb mókák (mesék, 1971)
- Zöldbajusz Marci királysága (1972)
- Ejhaj csibekas (verses mesék, 1973)
- A zsiráfnyakú cica (1974)
- N. N. bolyongásai (versek, 1975)
- A Pincérfrakk utcai cicák (mesék, 1976)
- A pöttyös zöld lovacska bátyja (1977)
- Kormos István versei (1979)
- Az égigérő fa (1980)
- A vasmozsár törője alatt (prózai írások, 1982)
- Nakonxipánban hull a hó. Kormos István összegyűjtött versei; Kozmosz Könyvek, Bp., 1985 (A magyar irodalom gyöngyszemei)
- A nyár gyerekei (1986)
- Mese a két kicsi ökröcskéről (1987)
- Kormos István művei (1995)
- Mese Vackorról, egy pisze kölyökmackóról (1998)
- Vackor az első bében - Vackor világot lát (2001)
- A Pincérfrakk utcai cicák és más mesék (2002)
- Tiszta mezőben. Válogatás a költő gyermekverseiből, műfordításaiból és verses meséiből; vál., szerk. Tarbay Ede; Egyházfórum, Bp., 2003 (Egyházfórum gyermekkönyvei)
- Négylábú kölykök; Móra, Bp., 2010
- Kerek esztendő Kormos István verse Reich Károly rajzaival 2010; Holnap, Bp., 2009

## Műfordításai
- V. A. Zsukovszkij: Mese a szürke farkasról és más mesék (1956)
- Geoffrey Chaucer: Canterbury mesék (1959)
- Ékes, fejér hattyú (orosz népköltészet, Rab Zsuzsával, 1962)
- Fehér mágia (1974)
- Tien-Csien: Egy kordé története

## Szerkesztett művei
- R. Burns válogatott versei (1952)
- Tarka madár (gyerekversek, 1956)
- Évszakok (versek, 1957)
- Testvérország (mesék, 1963)
- Magyar versek könyve (Garai Gáborral, 1963)
- Négy évszak: versek az örök természetről (1968)

## Rajzfilmek
- A muzsikás kismalac – Kormos István verse (papírkivágás)
- A Pincérfrakk utcai cicák (papírkivágás, 1984)
- A muzsikás kismalac (rajzfilm, 1986)
- A hetvenkedő sün (rajzfilm, 2004)